# Rebecca Romero
Rebecca Romero, född den 24 januari 1980 i Carshalton, England, är en brittisk idrottskvinna som nått idrottsframgångar i både rodd och tävlingscykling.
Hon tog silver i rodd vid olympiska sommarspelen 2004 och guld i bancyklingsförföljelsen vid olympiska sommarspelen 2008 i Peking.
Hon är den andra kvinnan, tillsammans Roswitha Krause från Östtyskland, som tog medalj i två olika idrotter vid olympiska sommarspelen.